# Вульфрида
Вульфрида (также Вульфтрита или Вильфрида; др.-англ. Wulfrida, Wulfthryth, Wilfrida) — жена короля Этельреда I.
О Вульфриде мало что известно. Она засвидетельствовала хартию в 868 году, в котором она имеет титул regina («королева»). Устав содержится в «Codex Wintoniensis», но Вульфрида не фигурирует в остальных первоисточниках. Стефани Холлис отмечает, что 868 был годом брака Альфреда с мерсийкой и что «имя Вульфрида также выглядит мерсийским».
Вульфрида считается вероятной матерью Этельхельма (около 865—890) и лидера восстания Этельвольда (умер в 902 году).